# Дина Нурпеисова
Ди́на Нурпеи́сова (каз. Дина Нұрпейісова; 1861, Нарын-кум, Уральская область — 31 января 1955, Алма-Ата) — казахский композитор и исполнитель на домбре, ученица Курмангазы Сагырбаева, автор сочинений для домбры в традиционном жанре кюя («Булбул», «Асем коныр», «Байжума», «Жигер» и другие). Народная артистка Казахской ССР (1944).

## Биография
Родилась в 1861 году в местечке Нарын-кум ныне Западно-Казахстанской области.
Игре на домбре обучалась у своего отца. Она была одной из трёх дочерей в семье Кенже из рода Толенгит. Две её сестры искусно пели, и отец предложил Дине сопровождать их пение игрой на домбре. Отец и стал первым учителем Дины, а позже её наставником стал сам Курмангазы. Она с детства так хорошо исполняла кюи Даулеткерея, Курмангазы, Мухита, Мусирали, Узака, Аликея, Туркеша, Есжана, Байжумы, Баламайсана и других известных кюйши, что её прозвали «девочкой-домбристкой». Слава о ней разнеслась так далеко, что известный кюйши Курмангазы приехал послушать девятилетнюю девочку. Он остался доволен игрой Дины, благословил её, а в дальнейшем не выпускал из виду, брал с собой на различные музыкальные состязания, показывал ей особые приёмы игры на домбре. До девятнадцатилетия, пока её не выдали замуж, становлением Дины руководил Курмангазы. То, что знаменитый кюйши стал наставником Дины, стало удачей не только для неё лично, но и для всех, кто любит искусство кюя.
Но муж Дины Нурпеис Макатулы умер в 1885 году, через пять лет после женитьбы. Когда умер муж, Дина была в положении на третьего ребёнка. Поэтому его назвали Жұрынбай, жұрын — означает «оставшийся». После смерти супруга по степному закону аменгерства Дина выходит замуж за его старшего брата Нуралы. В память о первом муже она берёт себе фамилию Нурпеисова . В этом браке Дина Нурпеисова родила несколько детей, но в страшные годы голодомора потеряла нескольких. В 1937 году Дину Нурпеисову по поручению известного музыковеда Ахмета Жубанова отыскал в селе Козлово Марфинского района Астраханской области и увёз в Алма-Ату домбрист Смагул Кошекбаев. И уже осенью она добилась первого успеха на втором республиканском слёте народных талантов. Здесь она мастерски исполнила свой кюй «Бұлбұл», а также произведения Курмангазы «Төремұрат» и «Қайран шешем». Жюри единогласно присудило ей первое место. В этом же году она была принята на работу в Казахскую филармонию, и ей присвоено звание «Заслуженный деятель искусства».
В 1939 году в Москве проходил Всесоюзный конкурс исполнителей на народных инструментах, в котором участвовали 2 тысячи человек. Во второй тур конкурса прошли около двухсот участников, а на третий — всего 53 человека. В итоге первое место завоевали сразу 9 исполнителей, и среди них Дина Нурпеисова. Известный советский музыковед В. М. Беляев писал о выступлении Дины Нурпеисовой в журнале «Советская музыка» (1939 г. № 11) следующее: «Смотр поднял значение народных музыкальных инструментов, как средства для развития музыкальной культуры широких масс. То высокое мастерство игры на казахской домбре, которое показала Дина Нурпеисова — этот „Джамбул домбры“, является лучшим способом художественной агитации за сохранение и развитие этого и аналогичных ему инструментов».
Награждена орденом Трудового Красного Знамени (05.11.1940) «в связи с 20-летним юбилеем Казахской ССР, за достижения в развитии промышленности, сельского хозяйства, науки и искусства».
В 1944 году в Ташкенте прошла третья декада музыки республик Средней Азии и Казахстана. На праздник искусства приезжает и Дина Нурпеисова, ей — 83 года. В этом же году ей было присвоено звание «Народная артистка Казахской ССР».
После войны она взяла опеку над своими тремя внучками Акжан, Балжан и Гульжан от сына Журынбая, участника войны, умершего от ран. В 1916 году, согласно указу царя, её сына Журынбая забрали на тыловые работы. Последний публичный концерт домбристка-ветеран дала в 1952 году в возрасте 91 года. Умерла 31 января 1955 года в Алма-Ате. Похоронена на Центральном кладбище Алма-Аты.

## Творчество
Дина смыкает прошлое с современностью. В этом смысле её творческий путь представляет собой своего рода переходный этап, связующее звено между классическим прошлым и современным состоянием домбровой музыки. Данный переходный этап характеризуется сложностью и противоречивостью, он отмечен крупными событиями в общественно-политической жизни народа (освободительное движение 1916 года, революция, Великая Отечественная война, послевоенный восстановительный период).
Сильные впечатления оставили в сознании Дины Нурпеисовой события 1916 года, когда царское правительство решило мобилизовать на тыловые работы мужчин от 18 до 43 лет из числа жителей национальных окраин — тех, кого называли тогда «инородцами». Во многих местах Казахстана вспыхнули восстания против «реквизиции» — так официально называлась эта мобилизация. Повстанцы выступали и против эксплуатации трудящихся феодальным байством, которая усилилась во время мировой войны. Дина откликнулась кюем под названием «16 жыл» (Шестнадцатый год). В отличие от одноименных произведений других народных композиторов, «Шестнадцатый год» Дины в основе своей оптимистичен, в нём нет ни жалобы, ни плача, ни уныния. В этом кюе как бы слышится топот коней восставших джигитов, песня ликующей толпы, радость людей, услышавших весть о свержении белого царя. Кюй с начала и до конца рисует силу и непримиримость восставшего народа.
Творчески плодотворным временем явились годы после установления в Казахстане Советской власти. Несмотря на то, что Дина встретила революцию в возрасте 57 лет, творчество её не только не ослабевает, а наоборот, принимает более интенсивный характер. Нурпеисова стремится наверстать упущенные годы. Она много сочиняет, принимает деятельное участие в творческих смотрах народных талантов. Дина сочиняет кюи «Әсем қоныр» о советской молодёжи и «Той бастар» (Застольная), рисующий всенародный праздник, посвящённый Советской Конституции, «8 Марта», «Сауыншы» (Доярка), «Енбек Ери» (Герой Труда) и другие отвечающие советской тематике.
В начале войны, в 1941 году Дина сочиняет кюй «Ана бұйрығы» («Приказ матери»).
Всю жизнь она совершенствовала свою игру, достигнув того высочайшего мастерства, которое позволяет, по словам очевидцев, говорить о её непревзойденной домбровой технике. Сочинения Дины стали классикой казахской домбровой музыки, в том числе кюи «Бұлбұл», «Көген түп», «Байжұма», «Жигер» и другие.

## Память
- В Казахстане работают четыре признанных оркестра народных инструментов: помимо широко известных алматинских Казгосакадеморкестра имени Курмангазы и «Отырар Сазы», а также карагандинского имени Таттимбета, это оркестр имени Дины Нурпеисовой из Атырау.
- В 2000 году в Атырау на площади перед музыкальной Академией имени Дины Нурпеисовой установлен бронзовый памятник великой домбристке .
- В 2011 году в районном центре Жанакала, на малой родине композитора также установили памятник Нурпеисовой. На торжественном открытии присутствовали её потомки, среди которых была и внучка Дины-кюйши — 87-летняя Улмекен-аже.
- В 2011 году к 150-летию Нурпеисовой в Казахстане выпущена памятная почтовая марка.
- В турецкой столице Анкаре в районе Этимесгут открыт парк имени известной казахской домбристки Дины Нурпеисовой .
- Имя Дины Нурпейсовой носит самолет авиакомпаний Air Astana, Embraer 190, регистрационный номеp P4-KCH.
- Имя Дины Нурпеисовой дали Детской музыкальной школе города Уральска в Казахстане сразу после ее смерти в 1955 году
- Имя Дины Нурпеисовой носит населённый пункт и разъезд Казахстанских железных дорог в Атырауской области вблизи от границы с Астраханской областью.